# 밥 윌스
제임스 로버트 윌스(James Robert Wills, 1905년 3월 6일 ~ 1975년 5월 13일)는 미국의 웨스턴 스윙 음악인이다. 음악인들 사이에서 웨스턴 스윙의 공동 창조자로 이름이 높다. 이런 고로 웨스턴 스윙의 제왕(King of Western Swing)으로 널리 세칭되곤 한다(다만 "웨스턴 스윙의 제왕"이라는 별호는 스페이드 쿨리가 1942년에서 1969년 사이에 자칭한 바 있다).
남부, 서부에서 여러 악단을 조직하고 여러 라디오 방송국을 거치며 연예하던 중 1934년, 더 텍사스 플레이보이스를 결성한다. 피들에 윌스, 피아노에 토미 던컨, 리듬 기타에 준 왈린, 테너 벤조에 조니 리 윌스, 스틸 기타와 베이스에 커밋 왈린으로 얼려진 악단이었다. 이들은 오클라호마주 털사의 라디오 방송국 KVOO에서 정규 연예했다. 그러던 중 스틸 기타리스트 레온 매컬러피, 피아니스트 앨 스트리클린, 드러머 스코키 다커스를 영입, 여기에 또 호른부를 더해서 악단의 음향을 한층 더 풍성하게 만들었다. 윌스 특유의 재즈풍 편곡과 그 악단은 1940년대 전국적인 인기를 얻는데, 이때 히트했던 것이 〈Steel Guitar Rag〉, 〈New San Antonio Rose〉, 〈Smoke on the Water〉, 〈Stars And Stripes On Iwo Jima〉, 〈New Spanish Two Step〉 등이다.
윌스 앤 더 텍사스 플레이보이스는 보컬리온, 오케, 컬럼비아, MGM 등의 여러 음반사를 전전하며 취입을 했다. 1950년에 만든 상위 10위의 히트곡 〈Ida Red Likes The Boogie〉, 〈Faded Love〉가 50년대 윌스의 최후 히트곡이었다. 50년대 윌스는 병마와 자금난의 늪에 허덕였다. 로큰롤이 시장을 장악하는 바람에 윌스의 음악은 갈 곳을 잃었지만, 그래도 연예 활동만큼은 계속했다. 1962년 윌스는 심장마비를 당했고, 익년 제2차 심장마비를 당한다. 이리하여 밥 윌스는 억지 춘향으로 더 플레이보이스를 해산시켰지만, 그래도 솔로로 활동을 계속해 나갔다.
1968년 컨트리 음악 명예의 전당에서 윌스를 헌액시키고, 텍사스주 입법부에서 미국 음악에 대한 공로를 따져 윌스를 치하했다.
1972년 내슈빌에서 ASCAP가 내려주는 표창장을 수상했다. 1974년 자신의 팬 펄 해거드와 앨범을 녹음했다. 이해 뇌졸중을 일으켜 1975년 작고까지 혼수상태를 이어갔다. 사후 1999년 윌스 앤 더 텍사스 보이스는 로큰롤 명예의 전당에 헌액되었다.